# Höhenplattform

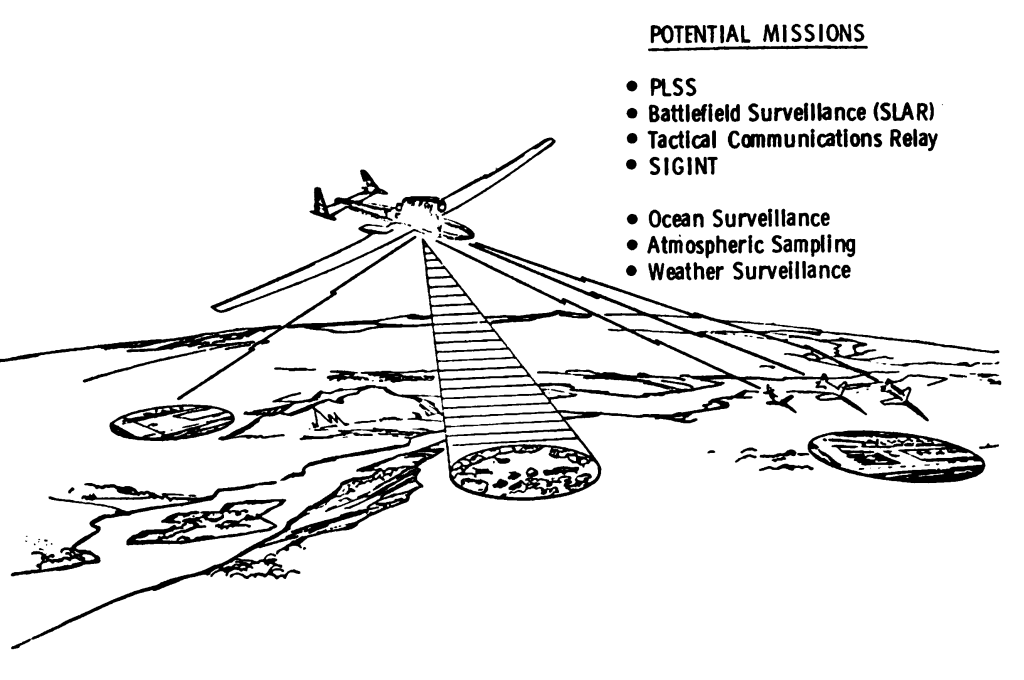
Eine Hochflugplattform kann Beobachtungs- oder Kommunikationsdienste bereitstellen.

Eine hochfliegende Plattformstation (HAPS, steht auch für hochfliegender Pseudosatellit oder hochfliegende Plattformsysteme), bekannt als atmosphärischer Satellit, ist ein hochfliegendes Luftfahrzeug mit langer Ausdauer, das Beobachtungs- oder Kommunikationsdienste ähnlich wie Satelliten anbieten kann. Meistens sind es unbemannte Luftfahrzeuge (UAVs), die durch atmosphärischen Auftrieb, entweder aerodynamisch wie Flugzeuge oder aerostatisch wie Luftschiffe oder Ballons, in der Luft bleiben.
Hochfliegende Langstrecken-Militärdrohnen (High Altitude Long Endurance, HALE) können über 60.000 ft (18.000 m) für mehr als 32 Stunden fliegen, während zivile HAPS als Funkstellen in einer Höhe von 20 bis 50 km über Wegpunkten wochenlang operieren können.
Hochfliegende, langstreckende Flüge werden seit mindestens 1983 erforscht, mit Demonstrationsprogrammen seit 1994.
Wasserstoff und Solarenergie wurden als Alternativen zu herkömmlichen Motoren vorgeschlagen. In großen Höhen, über dem kommerziellen Luftverkehr und der Windturbulenz, werden sowohl der Luftwiderstand als auch der Auftrieb reduziert.
HAPS könnten für Wetterbeobachtung, als Funkrelais, für Ozeanografie oder Erdbeobachtung, für Grenzsicherheit, maritime Überwachung und Anti-Piraterie-Einsätze, Katastrophenhilfe oder landwirtschaftliche Beobachtung verwendet werden.
Obwohl Aufklärungsflugzeuge seit den 1950er Jahren hohe Höhen erreichen können, ist ihre Ausdauer begrenzt. Nur sehr wenige HALE-Flugzeuge sind wie der Northrop Grumman RQ-4 Global Hawk in Betrieb. Es gibt viele solarbetriebene, leichte Prototypen wie den NASA Pathfinder/Helios oder den Airbus Zephyr, der 64 Tage fliegen kann; wenige sind jedoch so fortschrittlich. Herkömmliche Aviationstreibstoffe wurden seit 1970 in Prototypen verwendet und können wie der Boeing Condor 60 Stunden fliegen. Wasserstoffflugzeuge können noch länger, eine Woche oder mehr, fliegen, wie der AeroVironment Global Observer.
Stratosphärenluftschiffe werden oft als konkurrierende Technologie präsentiert. Es wurden jedoch nur wenige Prototypen gebaut und keiner ist in Betrieb.
Bei Ballons ist insbesondere das bekannteste Hochleistungsprojekt Google Loon, das mit Helium gefüllte Hochflugballons zur Erreichung der Stratosphäre verwendete. Loon wurde 2021 eingestellt.

## Definitionen
Hochfliegende Langstrecken (HALE)
Hochfliegende Langstrecken- (HALE-) Luftfahrzeuge sind unbewaffnete Militärdrohnen, die in der Lage sind, über 60.000 ft (18.000 m) mehr als 32 Stunden zu fliegen, wie der USAF RQ-4 Global Hawk oder seine Varianten, die für ISR verwendet werden. Dies ist höher und länger als bei Mittelhöhen-Langstrecken- (MALE-) Luftfahrzeugen, die zwischen 25.000 und 50.000 ft während 24 Stunden fliegen und anfälliger für Flugabwehr sind, wie die USAF ISR/Schlag MQ-9 Reaper oder seine Varianten.
Hochfliegende Plattformstation (HAPS)
definiert von der Internationalen Fernmeldeunion (ITU) als "eine Station auf einem Objekt in einer Höhe von 20 bis 50 km und an einem bestimmten, festen Punkt relativ zur Erde" in ihren ITU-Funkvorschriften (RR). HAPS kann auch als Abkürzung für hochfliegender Pseudosatellit stehen.

## Studien
1983 produzierte Lockheed eine Vorstudie zu solarbetriebenen Flugzeugen und zugehörigen Antriebssystemen für die NASA, da langandauernde Flüge mit suborbitalen Raumfahrzeugen vergleichbar sein könnten. 1984 wurde der Bericht Design von Langstrecken-Unbemannten Flugzeugen unter Einbeziehung von Solar- und Brennstoffzellen-Antrieb veröffentlicht. 1989 wurde der Bericht Design und experimentelle Ergebnisse für ein Hochflug-Langstrecken-Tragflächenprofil veröffentlicht, der Anwendungen als Funkrelais, für Wetterbeobachtung oder Kreuzflugkörper-Zielverfolgung vorschlug.
Das NASA ERAST-Programm (Environmental Research Aircraft and Sensor Technology) wurde im September 1994 gestartet, um hochfliegende UAVs zu studieren, und wurde 2003 beendet. Im Juli 1996 prognostizierte der Bericht Strikestar 2025 der USAF, dass HALE-UAVs mit 24-Stunden-Flügen die Luftherrschaft aufrechterhalten könnten. Das Defense Airborne Reconnaissance Office demonstrierte langandauernde UAV-Konstruktionen. Im September 1996 legte Israel Aircraft Industries das Design eines HALE-UAV dar.
Im Jahr 2002 wurde Vorläufiges Zuverlässigkeitsdesign eines solarbetriebenen, hochfliegenden, sehr langandauernden unbemannten Luftfahrzeugs veröffentlicht. Das CAPECON-Projekt der Europäischen Union zielte auf die Entwicklung von HALE-Fahrzeugen ab, während die Polnische Akademie der Wissenschaften ihr PW-114-Konzept vorschlug, das 40 Stunden lang in 20 km (66,000 ft) Höhe fliegen könnte. Luminati Aerospace schlug sein solarbetriebenes Flugzeug Substrata vor, das in Formation wie wandernde Gänse fliegen würde, um die für das nachfolgende Flugzeug benötigte Leistung um 79 % zu reduzieren, wodurch kleinere Rümpfe unbestimmt bis zu einer Breite von 50° in der Luft bleiben könnten.

## Design

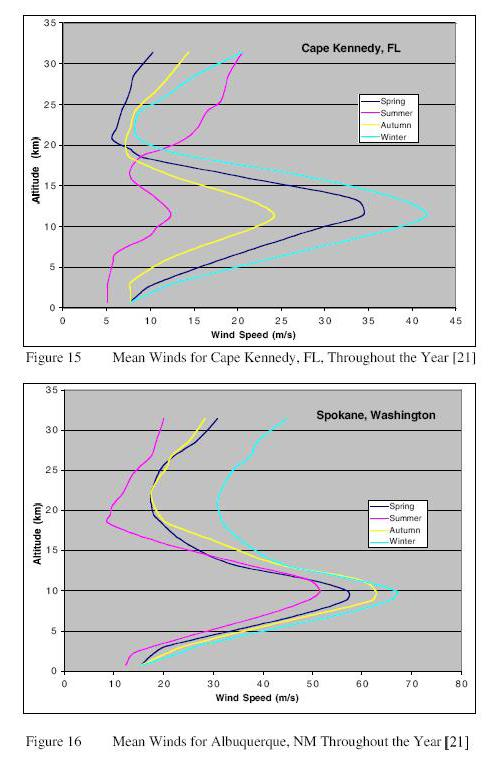
Variation des Windprofils mit der Höhe von der NASA, zeigt minimale Windgeschwindigkeiten zwischen 17 und 22 km. Obwohl die absoluten Werte variieren, sind die gezeigten Trends für die meisten Orte ähnlich.

Stromversorgung
Strom ist für den Dauerbetrieb erforderlich und begrenzt die Ausdauer durch die Notwendigkeit des Auftankens. Beständige solarbetriebene Flugzeuge müssen die Sonnenenergie für die Nacht speichern, in elektrischen Batterien oder in Brennstoffzellen.
Höhenauswahl
Der Luftwiderstand ist in der dünnen Luft der Tropopause reduziert, weit über den hohen Winden von 40 – 160 Knoten und dem Luftverkehr der hohen Troposphäre zwischen 20.000 und 35.000 Fuß. Eine Position gegenüber variablen Winden zu halten, ist eine Herausforderung. Verhältnismäßig milde Winde und Turbulenzen oberhalb des Jetstreams findet man in den meisten Orten in der Stratosphäre zwischen 17 und 22 km, obwohl dies je nach Breitengrad und Saison variiert. Höhen über 55.000 Fuß sind auch über dem kommerziellen Luftverkehr. Fliegen in der Tropopause bei 65.000 Fuß ist über Wolken und Turbulenzen mit Winden unter 5 Knoten und über dem von der FAA regulierten Klasse A Luftraum endend bei 60.000 Fuß.
Vergleich mit Satelliten
Eine niedrigere Höhe deckt effektiver eine kleine Region ab, bedeutet einen geringeren Telekommunikations-Link-Budget (34 dB Vorteil gegenüber einem LEO, 66 dB gegenüber GEO), geringeren Stromverbrauch und geringere Rundlaufzeitverzögerung. Satelliten sind teurer, brauchen länger zum Einsatz und können nicht vernünftig gewartet werden. Ein Satellit im Vakuum des Weltraums kreist aufgrund seiner hohen Geschwindigkeit, die eine der Schwerkraft entsprechende Zentrifugalkraft erzeugt. Das Ändern einer Satellitenbahn erfordert den Einsatz seiner äußerst begrenzten Treibstoffversorgung.

## Anwendungen
Atmosphärische Satelliten könnten für Wetterüberwachung, als Funkrelais, für Ozeanografie oder Erdbeobachtung ähnlich einem orbitalen Satelliten zu einem Bruchteil der Kosten eingesetzt werden. Weitere Einsatzmöglichkeiten umfassen Grenzsicherheit, maritime Patrouille und Anti-Piraterie-Operationen, Katastrophenhilfe oder landwirtschaftliche Beobachtung. Sie könnten Internetzugang für die 5 Milliarden Menschen bereitstellen, denen er fehlt, entweder mit 11.000 Flugzeug-UAVs oder mit Ballons wie Googles Project Loon.
Funkdienste
In Europa erwägen Wissenschaftler HAPS, um Hochgeschwindigkeitsverbindungen für Benutzer über Bereiche von bis zu 400 km zu liefern. HAPS könnte Bandbreite und Kapazität ähnlich einem breitbandigen drahtlosen Zugangsnetzwerk, wie WiMAX, über ein ähnliches Abdeckungsgebiet wie ein Satellit bereitstellen. Militärkommunikation kann in entlegenen Gebieten wie in Afghanistan verbessert werden, wo bergiges Gelände die Kommunikationssignale stört.
Überwachung und Aufklärung
Die Northrop Grumman RQ-4 Global Hawk UAV wird von der US Air Force für Überwachung und Sicherheit verwendet. Sie trägt ein Radar, optische und Infrarotbilder und kann ihre Daten in Echtzeit übertragen.
Echtzeitüberwachung
Ein Gebiet könnte für Hochwassererkennung, seismische Überwachung, Fernerkundung und Katastrophenmanagement überwacht werden.
Wetter- und Umweltüberwachung
Für Umwelt- und Wetterüberwachung können Hochflugballons wissenschaftliche Ausrüstung einsetzen, um Umweltveränderungen zu messen oder das Wetter zu verfolgen. In Partnerschaft mit der National Oceanic and Atmospheric Administration (NOAA) hat die NASA begonnen, Global Hawk UAVs zur Erforschung der Erdatmosphäre zu verwenden.
Raketenstart
Mehr als 90 % der atmosphärischen Materie befinden sich unterhalb der Hochflugplattform, was den atmosphärischen Widerstand für den Start von Raketen reduziert: „Als grobe Schätzung wird eine Rakete, die beim Start vom Boden eine Höhe von 20 km erreicht, etwa 100 km erreichen, wenn sie aus einer Höhe von 20 km von einem Ballon gestartet wird.“ Massentreiber wurden für den Start in die Umlaufbahn vorgeschlagen.

## Flugzeuge
Aufklärungsflugzeuge wie die Lockheed U-2 Ende der 1950er konnten über 21.336 Meter und die SR-71 von 1964 über 24.384 Meter fliegen. Der mit zwei Turbofan-Motoren angetriebene Myasishchev M-55 erreichte 1993 eine Höhe von 21.360 Metern, eine Variante des M-17, der erstmals 1982 flog und 1990 21.830 Meter erreichte.

### Einsatzbereit

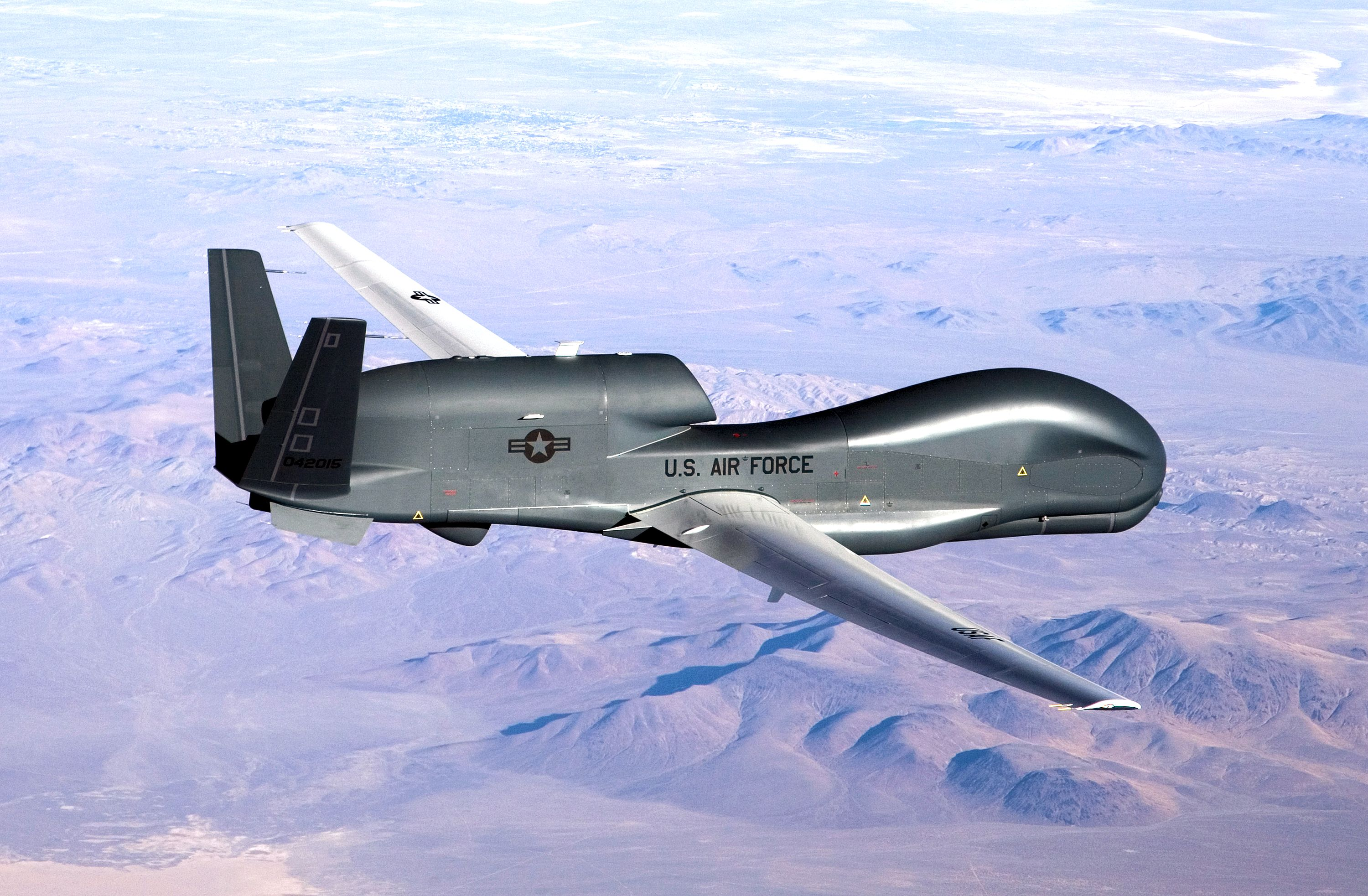
Der RQ-4 Global Hawk ist in der Lage, bis zu 18.300 Meter hoch und mehr als 34 Stunden zu fliegen und wurde 2001 in den Dienst der USAF gestellt.

Grob G 520 Egrett
Der bemannte Grob G 520 flog erstmals am 24. Juni 1987 und wurde 1991 zertifiziert. Angetrieben von einem Honeywell TPE331 Turboprop, hat er eine Spannweite von 33 Metern, erreichte 16.329 Meter und kann 13 Stunden in der Luft bleiben.
Northrop Grumman RQ-4 Global Hawk
Der Northrop Grumman RQ-4 Global Hawk absolvierte seinen Erstflug am 28. Februar 1998 und wurde 2001 in den Dienst der USAF gestellt. Mit einer Spannweite von 40 Metern, einer Länge von 14,5 Metern, angetrieben von einem einzelnen Rolls-Royce F137 Turbofan, kann er bis zu 14,6 Tonnen wiegen beim Start und eine Nutzlast von 1.360 Kilogramm bis zu 18.300 Meter tragen für mehr als 34 Stunden. Er kann als Funkrelais verwendet werden und trägt elektro-optische, infrarote, Synthetic Aperture Radar (SAR) und hoch- sowie niedrigbandige SIGINT-Sensoren. Insgesamt sind 42 dieser Flugzeuge im Dienst der United States Air Force. Er ist die Basis für die MQ-4C Triton der US Navy.

### Prototypen

#### Solarbetrieben

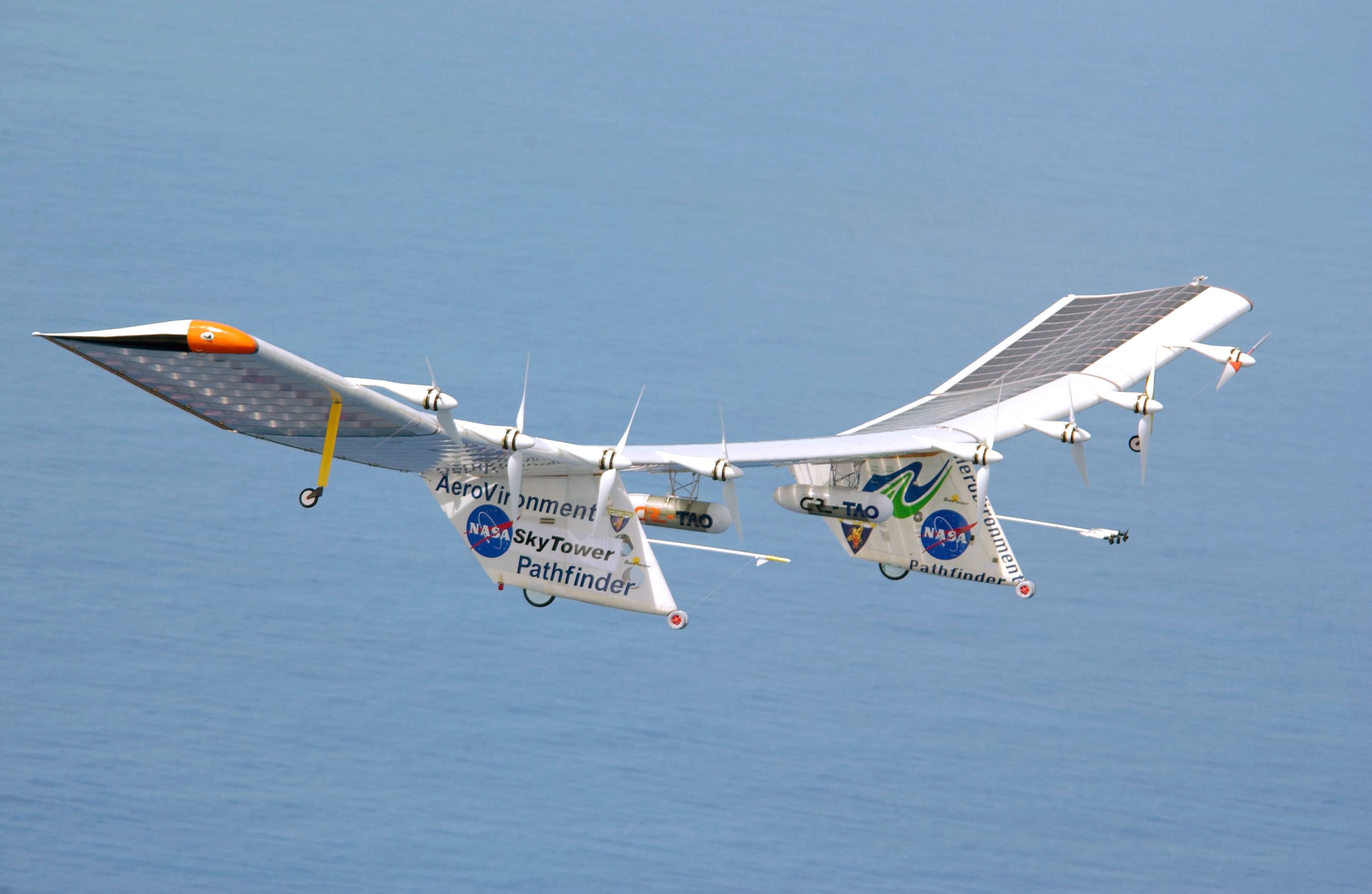
NASA Pathfinder Plus

AeroVironment/NASA Pathfinder
Der HALSOL Prototyp, ein 185 Kilogramm schwerer, 30 Meter breiter Flügel, angetrieben von acht Elektromotoren, flog erstmals im Juni 1983. Er wurde Ende 1993 in das NASA ERAST Program als Pathfinder aufgenommen und erreichte nach der Installation von Solarzellen über die gesamte Flügeloberfläche 15.392 Meter am 11. September 1995 und dann 21.793 Meter im Jahr 1997. Der Pathfinder Plus mit vier von fünf Flügelabschnitten des Pathfinder an eine längere Mittelsektion angebracht, erhöhte die Spannweite auf 36,9 Meter, flog 1998 und erreichte 24.445 Meter am 6. August desselben Jahres.
AeroVironment/NASA Centurion/Helios Prototype
Der Centurion flog Ende 1998, hatte ein neu gestaltetes Höhenleitwerk und eine auf 62,8 Meter vergrößerte Spannweite, 14 Motoren, vier unter den Tragflächen montierte Gondeln für Batterien, Systeme und Fahrwerk. Modifiziert zum Helios Prototype, mit einem sechsten 12,5 Meter Flügelabschnitt für eine Spannweite von 75,3 Meter und einem fünften Fahrwerk- und Systempod. Er flog erstmals Ende 1999, Solarzellen wurden im Jahr 2000 hinzugefügt und erreichte 29.524 Meter am 13. August 2001. Ein Serienflugzeug könnte bis zu sechs Monate fliegen.
Airbus Zephyr
Die Zephyr UAVs wurden ursprünglich von QinetiQ, einem kommerziellen Ableger des UK Ministry of Defence, entworfen. Die UAVs werden mit Solarzellen betrieben, die tagsüber Batterien aufladen, um nachts in der Luft zu bleiben. Das früheste Modell flog im Dezember 2005. Im März 2013 wurde das Projekt an Airbus Defence and Space verkauft. Das neueste Zephyr 8/S-Modell wiegt 75 Kilogramm, hat eine Spannweite von 25 Metern und erreichte 23.189 Meter.

#### Mit Kohlenwasserstoff betrieben
USAF Compass Dwell und Compass Cope
Im Rahmen des USAF Compass Dwell UAV-Programms flog der LTV XQM-93 im Februar 1970, basierend auf einem turbopropbetriebenen Schweizer SGS 2-32 Segelflugzeug, entworfen für 24 Stunden Flugzeit und eine Höhe von 15.240 Metern; und der Martin Marietta Model 845 im April 1972, basierend auf einem kolbenmotorbetriebenen Schweizer SGS 1-34 Segelflugzeug, entworfen für 12.000 Meter Höhe und 28 Stunden Flugzeit. Das nachfolgende Compass Cope-Programm sah den Erstflug des Boeing YQM-94 B-Gull am 28. Juli 1973: angetrieben von einem General Electric J97 Turbojet, war er für 30 Stunden Flug bis 21.340 Meter Höhe konzipiert und schaffte 17,4 Stunden Flug bis 16.800 Meter Höhe; der konkurrierende Ryan YQM-98 R-Tern wurde von einem Garrett ATF3 Turbofan angetrieben und flog erstmals am 17. August 1974, entworfen für 30 Stunden Flug.
Boeing Condor
Der Boeing Condor absolvierte seinen Erstflug am 9. Oktober 1988, erreichte 20.430 Meter Höhe und blieb fast 60 Stunden in der Luft; angetrieben von zwei 175 PS Kolbenmotoren, hatte das 61 Meter breite UAV ein Bruttogewicht von 9.200 Kilogramm und war entworfen, um 22.250 Meter Höhe zu erreichen und länger als eine Woche zu fliegen.
Aurora Perseus und Theseus
Von Aurora Flight Sciences für das spätere NASA ERAST Program gebaut, flog das Perseus Proof-Of-Concept UAV erstmals im November 1991, gefolgt von Perseus A am 21. Dezember 1993, das über 15.240 Meter erreichte. Entworfen für 18.900 Meter Höhe und bis zu 24 Stunden Flug, flog Perseus B erstmals am 7. Oktober 1994 und erreichte 18.377 Meter am 27. Juni 1998. Sein Pusher-Propeller wird von einem durch einen dreistufigen Turbolader unterstützten Rotax 914 Kolbenmotor mit 105 PS bis 18.300 Meter angetrieben. Mit einem Maximalgewicht von 1.134 Kilogramm konnte es eine Nutzlast von 118 Kilogramm tragen und hatte eine Spannweite von 21,8 Metern mit einem hohen Aspektverhältnis von 26:1. Theseus, angetrieben von zwei Rotax 912 Kolbenmotoren, flog erstmals am 24. Mai 1996. Entworfen für 50 Stunden Flug bis 20.000 Meter Höhe, hatte das 2.500 Kilogramm schwere UAV eine Spannweite von 42,7 Metern und konnte eine Nutzlast von 340 Kilogramm tragen.
General Atomics ALTUS
Als Teil des NASA ERAST Programs, waren die Höhen-UAVs General Atomics ALTUS I & II zivile Varianten des Gnat 750 (der auch den USAF Predator A hervorbrachte), mit einer Ausdauer von 48 Stunden und einer längeren Spannweite von 16,9 Metern. Angetrieben von einem 100 PS turboaufgeladenen Rotax 912 Kolbenmotor, konnte das 966 Kilogramm schwere Testbett bis zu 150 Kilogramm wissenschaftliche Instrumente tragen. Der Altus II flog erstmals am 1. Mai 1996, hatte eine Ausdauer von über 26 Stunden und erreichte eine maximale Dichte-Höhe von 17.465 Metern am 5. März 1999. Sie führten zum größeren, turbopropbetriebenen General Atomics Altair.

#### Wasserstoffbetrieben
AeroVironment Global Observer
Betrieben mit flüssigem Wasserstoff und entworfen, um bis zu 19.800 Meter Höhe für bis zu 7 Tage zu fliegen, absolvierte der AeroVironment Global Observer am 5. August 2010 seinen Erstflug. Nach einem Absturz im April 2011 stellte das Pentagon das Projekt ein.
Boeing Phantom Eye
Als Weiterentwicklung des Boeing Condor von Boeing Phantom Works entwickelt, flog das Boeing Phantom Eye erstmals im Juni 2012. Angetrieben von zwei 150 PS starken, turboaufgeladenen Ford 2,3-Liter-Kolbenmotoren, die mit flüssigem Wasserstoff betrieben werden, hat das 46 Meter breite UAV ein Startgewicht von 4.445 Kilogramm und kann eine Nutzlast von 204 Kilogramm tragen. Es erreicht eine Reisegeschwindigkeit von 278 km/h, kann bis zu 19.800 Meter aufsteigen und hat eine Ausdauer von vier Tagen. Eine größere Variante ist entworfen, um eine Nutzlast von 907 Kilogramm über zehn Tage zu tragen. Im August 2016 wurde der Phantom Eye-Demonstrator an das Air Force Flight Test Museum übergeben.
Stratospheric Platforms
Stratospheric Platforms aus Großbritannien, gegründet 2014, wurde am 19. Oktober 2020 öffentlich bekannt; nach Flugversuchen eines 4G/5G-Relais auf einem Grob G 520 in 13.716 Metern Höhe entwickelt das Start-up ein von Scaled Composites gebautes, wasserstoffbetriebenes HAPS UAV mit einer Spannweite von 60 Metern, das in 18.288 Metern Höhe für neun Tage mit einer Nutzlast von 140 Kilogramm fliegen soll.

## Luftschiffe
Unbemannte stratosphärische Luftschiffe sind dafür konzipiert, in sehr großen Höhen von 60.000 bis 75.000 Fuß (18,3 bis 22,9 km) über Wochen, Monate oder Jahre hinweg zu operieren. Sie sind UV-Schäden, Ozonkorrosion und anspruchsvoller Stationshaltung ausgesetzt und können solarbetrieben sein mit Energiespeicherung für die Nacht.
Der erste motorisierte stratosphärische Luftschiffflug fand 1969 statt und erreichte für 2 Stunden eine Höhe von 21.336 Metern mit einer Nutzlast von 2,27 kg. Bis August 2002 baute das US-Unternehmen Worldwide Aeros einen stratosphärischen Demonstrator für das Korea Aerospace Research Institute als Teil des südkoreanischen HAA-Entwicklungsprogramms. Bis April 2004 wurden stratosphärische Luftschiffe in den USA, Großbritannien, Kanada, Korea und Japan entwickelt. Im Mai 2004 präsentierte die Japan Aerospace Exploration Agency ihr Testluftschiff in Taiki, Hokkaido, als Teil ihres Stratosphärenplattformprojekts.

## Ballons

### Geostationärer Ballonsatellit

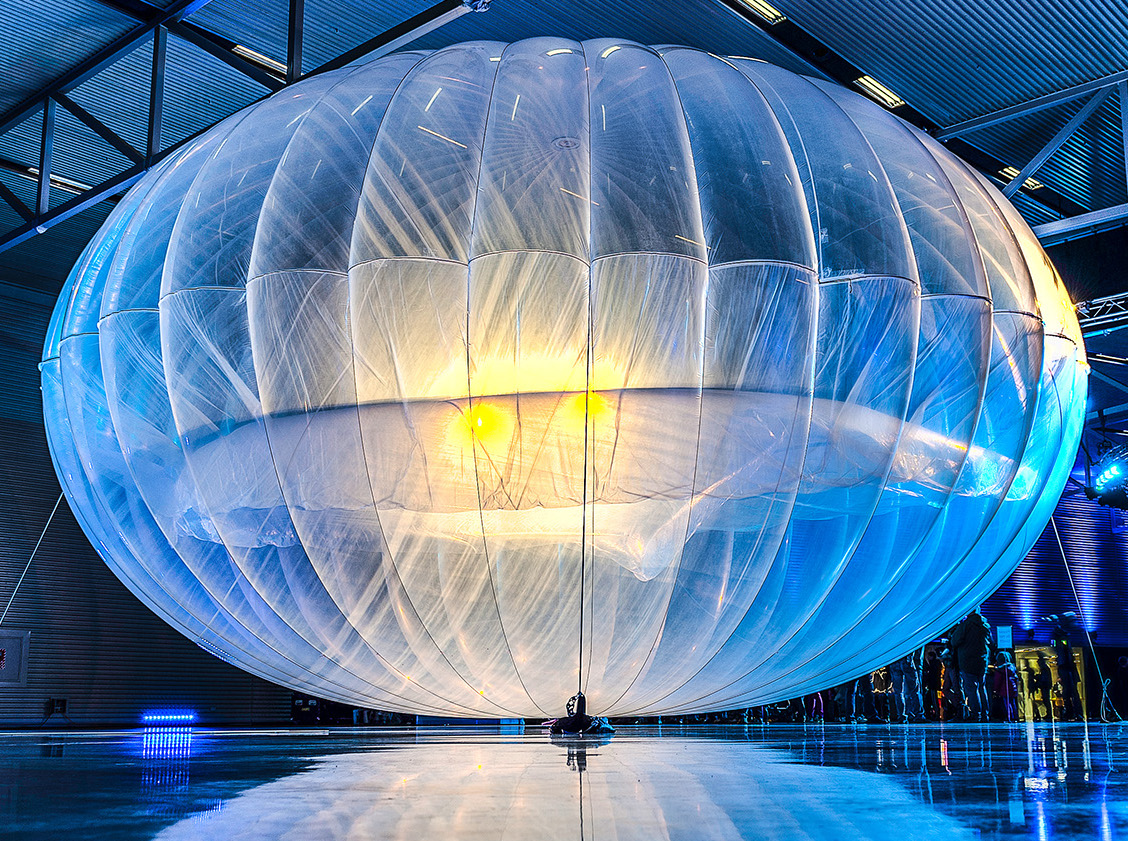
Ein Ballon von Google Project Loon

Ein geostationärer Ballonsatellit (GBS) fliegt in der Stratosphäre (18.300 bis 21.300 Meter über dem Meeresspiegel) an einem festen Punkt über der Erdoberfläche. In dieser Höhe hat die Luft nur 1/10 ihrer Luftdichte auf Meeresspiegelniveau. Ein GBS könnte genutzt werden, um Breitband-Internetzugang über ein großes Gebiet zu ermöglichen. Ein früheres Projekt war Googles Project Loon, das vorsah, heliumgefüllte Hochflugballons zu nutzen.

## Rotorcraft
Boeing A160 Hummingbird
Der Boeing A160 Hummingbird ist ein Rotorcraft, hergestellt von Boeing. Erstmals geflogen im Jahr 2002, hatte das Programm Ziele einer 24-Stunden-Ausdauer und einer Flughöhe von 9.100 Metern, wurde jedoch im Dezember 2012 eingestellt.